# Nda'nda' jezik
Nda'nda' jezik (bamileke-nda'nda'; ISO 639-3: nnz), jedan od 11 bamileke jezika šire skupine Mbam-Nkam, koji se govori u provinciji West u Kamerunu. 
Postoje dva glavna dijalekta, to su zapadni (ungameha) i istočni (undimeha s pod-dijalektom batoufam). 10 000 govornika (1990 SIL). Služe se i francuskim [fra].

## Vanjske poveznice
- Ethnologue (14th)
- Ethnologue (15th)